# Заговор Бедмара

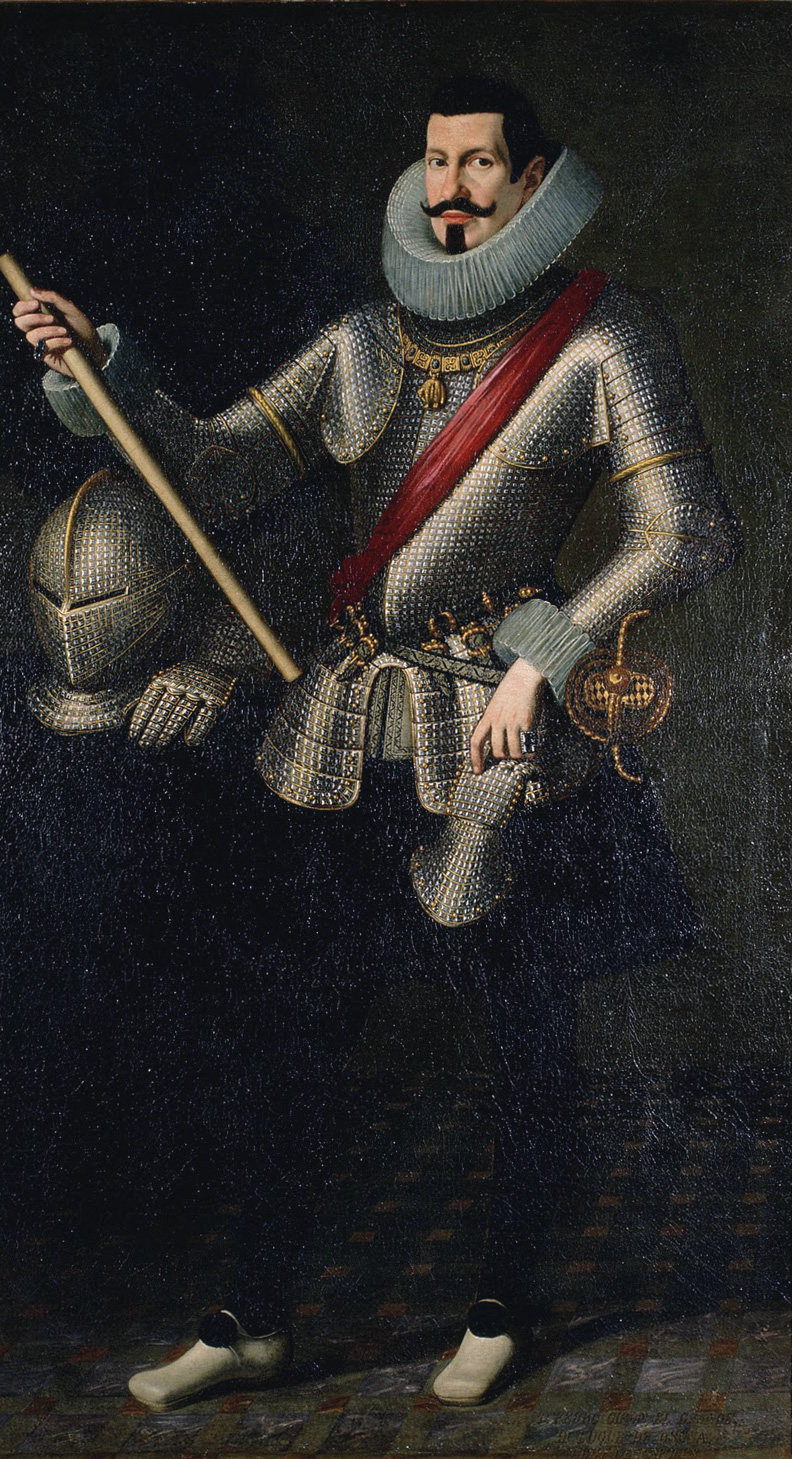
Герцог Осуна — один из предполагаемых руководителей заговора

Заговор Бедмара — предполагаемый заговор испанских вельмож, маркиза Бедмара и герцога Осуны, с целью захвата в 1618 году Венецианской республики и последующего установления испанской гегемонии в Италии. Описан савойским историографом Сен-Реалем в труде «История венецианского заговора».

## Предпосылки
В начале XVII века испанцы контролировали юг Италии (Неаполитанское королевство) и её северо-запад (Миланское герцогство). Перспектива установления испанской гегемонии в Италии встревожила Венецианскую республику. Венецианцы не жалели дукатов на поддержку завоевательных устремлений герцога Савойского, который, опираясь на поддержку французских гугенотов во главе с маршалом Ледигьером, изгнал испанцев из Мантуи.
Прелюдией к открытому испано-венецианскому столкновению была Ускокская война: хорватские пираты (ускоки), подкупленные испанским золотом, саботировали движение венецианских торговых и военных судов в Адриатике.

## Ход событий
В 1607 г. в Венецию прибыл новый испанский посол — маркиз Бедмар. Он докладывал королю, что венецианцы «всегда рады унизить имя Испании и нанести ей ущерб». Подкупив эмигрантов-французов, Бедмар поручил им переманивать на свою сторону многочисленных гугенотов на венецианской службе. Герцог Осуна, вице-король Неаполя, обещал ударить своим флотом по Венеции в день Вознесения 1618 года. При нападении испанского флота люди Бедмара должны были поджечь арсенал и посеять панику среди горожан.
Накануне перехода испанцев к решительным действиям Совет десяти был извещён о планах заговорщиков анонимным письмом. Два предполагаемых испанских шпиона из числа гугенотов были задержаны и преданы жестокой казни 18 мая 1618 г. Через пять дней на всеобщее обозрение был выставлен третий труп со следами пыток. Разъярённая толпа предала огню чучело герцога Осуны и попыталась ворваться во дворец Бедмара, который спешно покинул Италию. В числе бежавших из Венеции в нищенских лохмотьях испанцев был замечен и поэт Кеведо — личный секретарь герцога Осуны.

## Провокация?
В испанской историографии заговор против Венеции, описанный Сен-Реалем, считается антииспанской провокацией, вымышленной самими венецианцами наряду с другими «чёрными легендами» времён Контрреформации. Эту точку зрения подробно обосновал в 1819 году граф Дарю, руководивший взятием Венеции французскими войсками при Наполеоне. Несмотря на опровергающие Дарю материалы, опубликованные Ранке в 1831 году, прямых доказательств существования заговора Бедмара так и не было найдено.